# Ditteke Mensink
Ditteke Mensink (Nijmegen, 10 februari 1965) is een Nederlands film- en documentairemaakster en schrijfster.

## Leven en werk
Mensink bezocht het Alberdingk Thijm College in Hilversum en volgde daarna een opleiding tot sociaal-cultureel werker aan de Kopse Hof in Nijmegen. Daarna studeerde ze aan de Nederlandse Film- en Televisie Academie in Amsterdam met als specialisatie regie, documentaire en montage.
Haar eerste televisiedocumentaire, Portret van een Liefde, werd in 1992 uitgezonden op de VPRO-televisie. Voor het programma Lolapaloeza van diezelfde omroep maakte ze verschillende items. Sindsdien maakte ze documentaires, waarvan een aantal werd genomineerd voor prestigieuze prijzen. Met haar film Farewell (over Grace Hay Drummond-Hay, de eerste vrouw die een luchtreis rond de wereld maakte in een zeppelin) won ze in 2010 een Gouden Kalf in de categorie lange documentaire.
In 2005 debuteerde Mensink als schrijver met de roman Het Alziende Oor. Deze roman, die oorspronkelijk bedoeld was als hoorspel voor de radio, werd onder meer geprezen om het observatievermogen van de schrijfster.
Op 4 maart 2017 was het jaarlijkse Plantage Filmfestival in Studio Desmet geheel gewijd aan Ditteke Mensink.
Mensink was verbonden aan de Nederlandse Film- en Televisie Academie, en is als gastdocent verbonden aan de Hogeschool voor de Kunsten in Utrecht.

### Films en documentaires
- Wonen in een tekening (1994)
- Het blauwe huis (1996)
- Is 't nu al liefde (1997-'98)
- Bleekneusje (1997-'98)
- Kamer met uitzicht (2001)
- Farewell (2009)
- Tony. Een observatie in het Pieter Baancentrum (2009)
- De dirigent en zijn Matthäus (2010)
- Filmportretten van Marc Bijl, Iris van Dongen en Tjebbe Beekman voor Hollandse Meesters in de 21e eeuw (2011)
- De confrontatie (2016)
- De claim – Zoektocht naar roofkunst uit WOII (2016)
- Thomas Verbogt, Ik begon te schrijven toen ik drie was (2017)
- Terwijl het liefde was (2021)
- Vlucht dans leef (2023)

### Televisieproducties
- Portret van een Liefde (1992)
- Verschillende items van Lolapaloeza (1992 e.v.)
- De draad van Ariadne, in het IKON-programma Prima Donna (1994)
- Zoetzuur, in het NPS-programma Vreemd Land (1995)
- Eigenheimers, in het NPS-programma Vreemd Land (1995)
- Weg hier!, in het NPS-programma Vreemd Land (1996)
- Breien en Boeten op Urk, in het NPS-programma Vreemd Land (1996)
- Vaarwel, in het NPS-programma Vreemd Land (1996)
- Bouwwoede, in het RVU-programma Per Saldo (1999)
- Kijken naar de ander, NPS (1999)
- Tussen tasten en weten, NPS (2001)
- Moeder en zoon (2002)
- Christina, item 26.0000 gezichten (2005)

## Prijzen
- 1996: Woord en beeldprijs voor De draad van Ariadne
- 2010: Gouden Kalf in de categorie lange documentaire voor Farewell

- Digitale Bibliotheek voor de Nederlandse Letteren: mens041
- Gemeinsame Normdatei: 173769292
- International Standard Name Identifier: 0000 0003 9866 849X
- Library of Congress Control Number: nb2006000478
- Nederlandse Thesaurus van Auteursnamen: 149862032
- Virtual International Authority File: 266268314
- WorldCat: E39PBJgtbkVHYXg6pDbYh48grq